# Schloss Engleithen

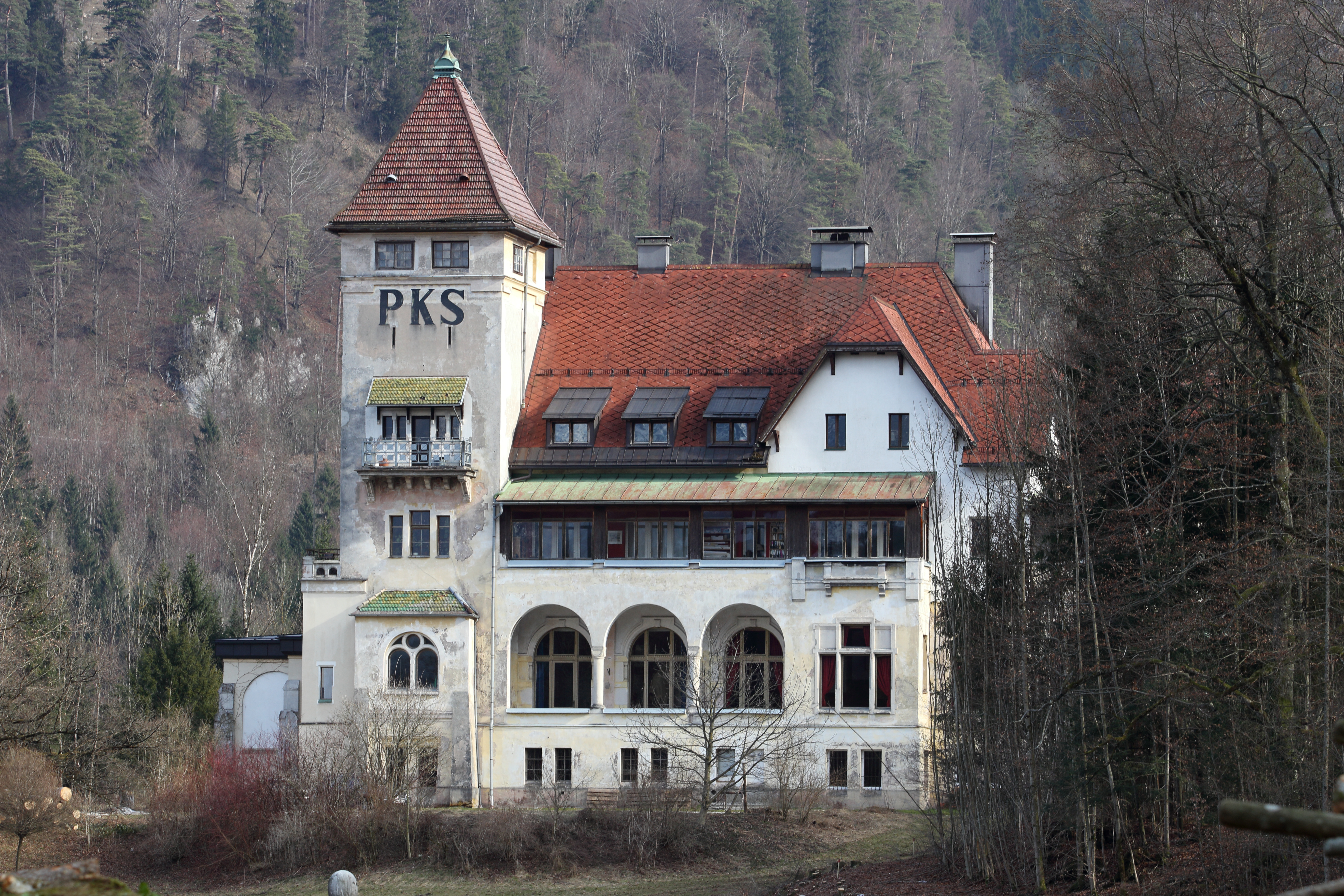
Schloss Engleithen von der Einfahrt aus.

Das Schloss Engleithen (auch Villa Rothenstein oder PKS-Villa genannt) liegt in der Gemeinde Bad Ischl im Bezirk Gmunden in Oberösterreich.

## Geschichte
Erbauer des Schlosses war 1896 der Wiener Finanzmann Rothenstein. Max Reinhardt war in den 1930er Jahren hier ein häufiger Gast, ebenso Hugo von Hofmannsthal, Jakob Wassermann oder Clemens von Franckenstein.
Oskar Blumenthal bewohnte die nahe gelegene Villa Blumenthal in den Sommermonaten und schrieb dort die Operette Im weißen Rössl.
1917 kam das Schloss in das Eigentum von Freiherr Edgar Spiegl von Thurnsee (1876–1931) und seiner Gattin Lucy (1891–1977), geborene Freiin von Goldschmidt-Rothschild und Tochter von Maximilian von Goldschmidt-Rothschild. Baron von Spiegl richtete in dem Haus ein Volkskunde-Museum ein. Dieses ging 1967 als Schenkung an das Linzer Schlossmuseum.
1957 verkaufte die Witwe Freifrau Lucy Spiegl von Thurnsee das Schloss an eine Familiengemeinschaft. 1961 wurde hier der Sitz der PKS-Akademie (Pythagoras Kepler Schule, heute Pythagoras Kepler System) für Biotechnik unter der Leitung von Walter Schauberger (1914–1994), Sohn von Viktor Schauberger (1885–1958), heute ein eingetragener Verein, eingerichtet.

## Schloss Engleithen heute
Das Schloss ist ein dreigeschoßiger Bau im Gabriel-Seidl-Stil mit einem Eckturm.